# Offensive Bratislava-Brno
Front de l'Est de la Seconde Guerre mondiale
Batailles
Front de l’Est

Prémices :
- Campagne de Pologne
- Guerre d’Hiver

Guerre germano-soviétique :
- 1941 : L'invasion de l'URSS

- Opération Barbarossa

Front nord : 
- Guerre de Continuation
- Opération Silberfuchs
- Siège de Léningrad

Front central : 
- 2e bataille de Brest-Litovsk
- Bataille de Białystok–Minsk
- 1re bataille de Smolensk
- Bataille de Kiev

Front sud : 
- Siège d'Odessa
- Campagne de Crimée

- 1941-1942 : La contre-offensive soviétique

Front nord : 
- Poche de Demiansk
- Poche de Kholm

Front central : 
- Bataille de Moscou

Front sud : 
- Seconde bataille de Kharkov

- 1942-1943 : De Fall Blau à 3e Kharkov

Front nord : 
- Offensive de Siniavino
- Opération Iskra
- Bataille de Krasny Bor
- Opération Poliarnaïa Zvezda

Front central : 
- Opération Mars

Front sud : 
- Bataille du Caucase (opération Fall Blau)
- Bataille de Stalingrad
- Opération Uranus
- Opération Saturne
- Offensive d'Ostrogojsk-Rossoch
- Offensive de Voronej-Kastornoe
- Opération Gallop
- Opération Étoile
- Troisième bataille de Kharkov

- 1943-1944 : Libération de l'Ukraine et de la Biélorussie

Front central : 
- 2e bataille de Smolensk
- Opération Bagration

Front sud : 
- Bataille de Koursk
- Bataille du Dniepr
- Offensive Dniepr-Carpates
- Offensive de Crimée
- Offensive de Lvov-Sandomir

- 1944-1945 : Campagnes d'Europe centrale et d'Allemagne

Allemagne : 
- Offensive Vistule-Oder
- Offensive de Poméranie orientale
- Siège de Breslau
- Offensive de Prusse-Orientale
- Bataille de Königsberg
- Bataille de Seelow
- Bataille de Bautzen
- Bataille de Berlin
- Capitulation allemande

Front nord et Finlande : 
- Guerre de Laponie
- Offensive Leningrad-Novgorod
- Bataille de Narva

Europe orientale : 
- Opération Margarethe
- Insurrection de Varsovie
- Soulèvement national slovaque
- Opération Panzerfaust
- Bataille de Budapest
- Opération Frühlingserwachen
- Offensive de Vienne
- Insurrection de Prague
- Offensive de Prague
- Bataille de Slivice

Front d’Europe de l’Ouest

Campagnes d'Afrique, du Moyen-Orient et de Méditerranée

Bataille de l’Atlantique

Guerre du Pacifique

Guerre sino-japonaise

Théâtre américain
L'offensive Bratislava-Brno est une opération militaire menée par l'Armée rouge dans l'ouest de la Slovaquie et dans le sud de la Moravie vers la fin de la Seconde Guerre mondiale. L'offensive a lieu entre le 25 mars et le 5 mai 1945, et voit le déploiement du second front ukrainien avec pour objectif la capture de la capitale de la Slovaquie, Bratislava, et la capitale de la Moravie, Brno.

## Contexte
Au printemps 1945, l’Armée rouge lance une offensive majeure sur l’aile sud du front de l’Est. Le 10 mars, le quatrième front ukrainien lance l'offensive Moravie-Ostrava et le 15 mars, le troisième front ukrainien lance l'offensive de Vienne. Le second front ukrainien, situé entre les troisième et quatrième fronts ukrainiens, se voit confier la capture de Bratislava et Brno.

## Ordre de bataille

### Soviétique
Le second front ukrainien (commandé par le maréchal Rodion Malinovsky ; son chef d'état-major est le général d'armée Matveï Zakharov) est composé des unités suivantes :
- 7e armée de la Garde (colonel général Mikhaïl Choumilov)
- 40e armée (lieutenant-général Filipp Zhmachenko (en))
  - 4e armée roumaine (général Nicolae Dăscălescu (en))
- 53e armée (lieutenant général Ivan Managarov (en))
  - 1re armée roumaine (général Vasile Atanasiu (en))
- 1er groupe mécanisé de cavalerie de la Garde (lieutenant général Issa Pliïev)
- 5e armée aérienne (en) (colonel général Sergueï Goriounov)
- Flottille du Danube (en) (contre-amiral Gueorgui Kholostiakov)
- 6e armée de chars de la Garde (colonel général Andreï Kravtchenko), au 16 avril 1945

### Allemand
Éléments du groupe d'armées Sud (commandé par le General der Infanterie Otto Wöhler) :
- 8e armée (General der Gebirgstruppe Hans Kreysing)[2]
  - LXXIIe corps d'armée (Generalleutnant Werner Schmidt-Hammer)
  - XXIXe corps d'armée (General der Infanterie Kurt Röpke)
  - XXXXIIIe corps d'armée (General der Gebirgstruppe Kurt Versock)
  - Corps de blindés Feldherrnhalle (General der Panzertruppe Ulrich Kleemann)

Éléments du groupe d'armées Centre (commandé par le Generaloberst Ferdinand Schörner) :
- 1re Panzerarmee (General der Panzertruppe Walther Nehring)

Le soutien aérien est fourni par la Luftflotte 4.

## L'offensive

### Avance vers Bratislava
Au début de l'offensive, la 7e armée de la Garde lance une attaque nocturne surprise, perceant les défenses des 153e et 357e divisions d'infanterie allemandes sur la rivière Hron. La percée, d'une largeur de 17 km après deux jours, permet à l'armée d'avancer jusqu'à 35 km à l'ouest de Nové Zámky. Ces unités sont assistées par des navires de la flotte soviétique du Danube sous le commandement du contre-amiral Klostakakov et des membres de la 83e brigade indépendante de marine. Pour accélérer cette opération, le maréchal Malinovsky ordonne aux navires de la flotte soviétique du Danube de débarquer (entre les villages de Moča et Radvaň nad Dunajom) la 83e brigade sur les rives du Danube à l'arrière des lignes ennemies, contribuant ainsi à percer leurs défenses. Le 29 mars, les unités de l'Armée rouge conquissent Komárom (avec une partie de Komárno) en Hongrie et Nové Zámky en Slovaquie.

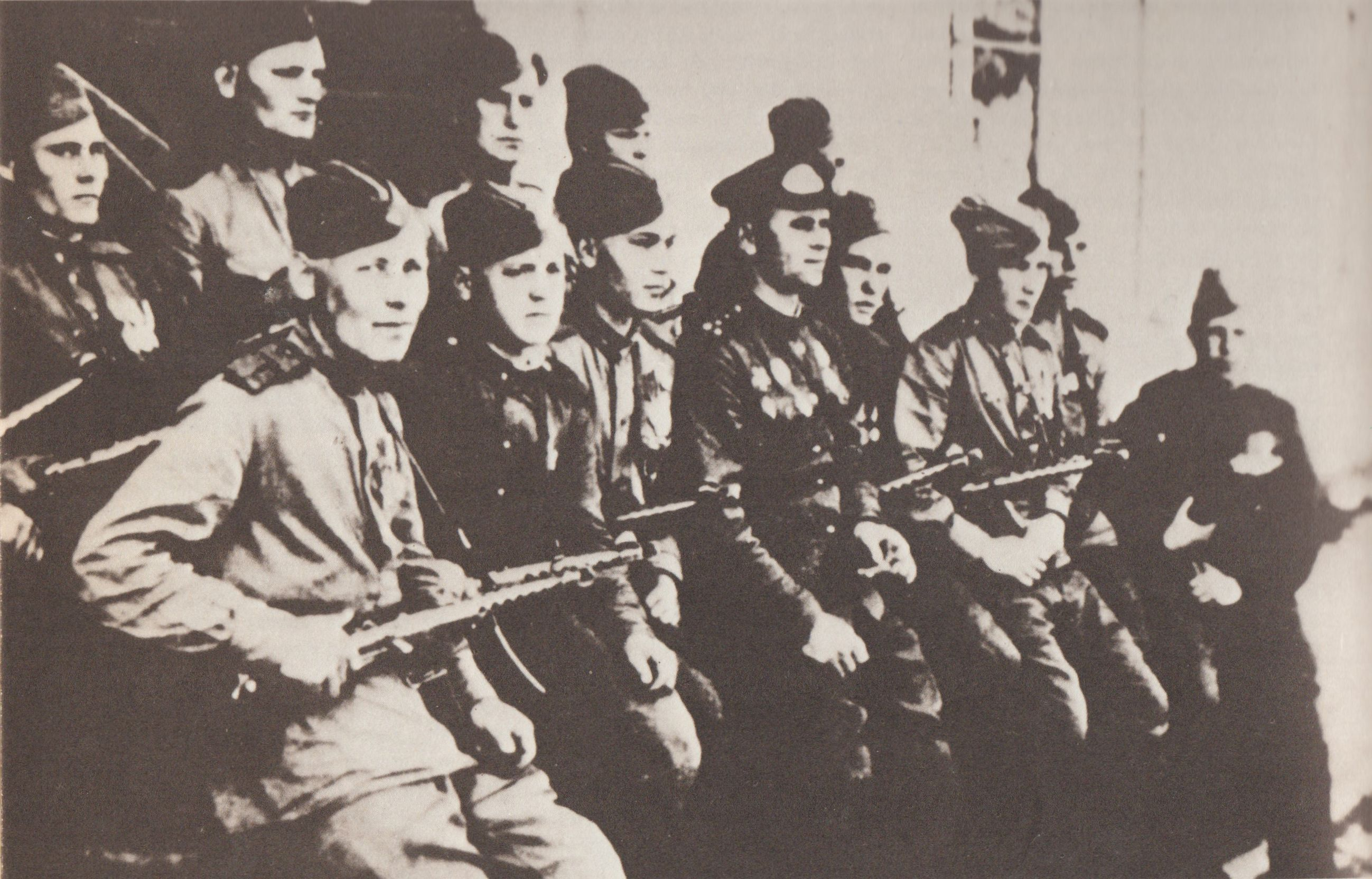
Groupe de pelotons de l'Armée rouge et de la flotte du Danube, après la libération de Komárno en avril 1944.

Ensuite, la 7e armée de la Garde est rapidement déployée à travers la plaine du Danube en direction de Bratislava. L'avancée de la 53e armée dans le centre de la Slovaquie s'avère plus lente en raison du terrain vallonné et le mouvement de la 40e armée dans les montagnes prend encore plus de temps. Cependant, le 26 mars, la 4e armée roumaine libère Banská Bystrica, centre du soulèvement national slovaque, vaincu l'année précédente. Le 2 avril, les unités soviétiques s'emparent de l'aéroport de Vajnory, à proximité de Bratislava. Le président Tiso et le gouvernement de l'État fantoche slovaque ont déjà quitté la capitale et, le 5 avril, trouvé asile au monastère autrichien de Kremsmünster. La défense de Bratislava est composée d'unités de la 6e armée allemande et de la 3e armée hongroise. Dans la nuit du Modèle:Date-3 avril 1945-, les Allemands détruisent tous les principaux ponts sur le Danube. Avec le soutien de la 27e brigade blindée et de la flottille du Danube, les soldats soviétiques du 23e corps de fusiliers et du 25e corps de fusiliers de la Garde (tous deux faisant partie de la 7e armée de la Garde) repoussent les troupes allemandes hors de la ville. Bratislava est capturée dans la soirée du lendemain, au cours de la deuxième semaine de l'opération. Les quartiers de la ville sur la rive sud du Danube sont capturés le 6 par la 46e armée soviétique. Cette armée fait également partie du second front ukrainien, mais combattant de l'autre côté du Danube, elle participe la plupart du temps à l'offensive de Vienne du troisième front ukrainien. Pour la libération de Bratislava, la 46e armée contribue avec son 10e corps de fusiliers de la Garde. Le gouvernement et le président tchécoslovaques Edvard Beneš s’installeront ensuite à Bratislava le 8 mai.

### Traversée de Morava
Le prochain obstacle principal à l'avancée soviétique est la frontière slovaque-morave créée par la rivière Morava, qui, dans la zone (entre Devín et Hodonín) est entourée de forêts riveraines et de zones humides. Au printemps, la zone inondée s'étend sur 8 km de large. Malgré cela, le 6 avril, les premières unités de reconnaissance du 6e corps de cavalerie de la Garde traversent la rivière et le lendemain sécurisent le pont endommagé et le remblai de la voie ferrée, qui est le seul moyen de sortir de l'eau. La lourde bataille pour la ville de Lanžhot dure quatre jours, au cours desquels la solide défense allemande est renforcée par plus de 60 chars, dont le char lourd Tigre II. Lanžhot est finalement libérée le 11 avril, mais 25 % de ses maisons sont entièrement détruites et 60 % sont endommagées. La cavalerie soviétique perd près de 1 500 hommes et 2 000 chevaux, principalement à cause d'une longue immersion dans l'eau froide,. La 53e armée a traversé la rivière Morava près de Hodonín, qui a été libérée tôt le 13 avril. La 53e armée a perdu environ 350 hommes lors de la traversée, tandis que l'armée allemande dénombre la perte d'environ 130 hommes,. À cette époque, la 40e armée, sur le flanc droit, combat toujours dans les montagnes slovaques. Le 10 avril, l'armée libère la ville de Trenčín et réussit à traverser la rivière Váh au sud de la ville malgré la destruction de tous les ponts par les troupes allemandes en retraite. Trenčín devient alors une « ville-front » et ses quartiers situés derrière le fleuve ne sont libérés que le 29 avril.

### Bataille d'Ořechov
Après la percée de la rivière Morava, les unités soviétiques du 7e corps mécanisé avancent rapidement vers la rivière Jihlava où elles rencontrent la division allemande Feldherrnhalle. Le 18 avril, le commandant du groupe d'armées Centre ordonne d'abolir la « Festung Brno » et d'affronter l'ennemi aux abords de la ville. L'avancée soviétique est stoppée à Rajhrad, à 15 km au sud de Brno. Les unités soviétiques continuent cependant plus à l'ouest et, le même jour, à 22 heures, elles atteignent l'église du petit village d'Ořechov, à moins de 12 km de la périphérie de Brno, qui devient ainsi à portée de l'artillerie soviétique. Les unités de reconnaissance du 7e corps mécanisé pénètrent plus au nord-ouest et capturent plusieurs villages, dont le village de Popůvky. Certains chars légers soviétiques atteignent même la périphérie de Brno mais seront bientôt détruits.
La division Feldherrnhalle se trouvant derrière la rivière Jihlava et cette zone n'étant défendue que par les unités d'entraînement SS et le Volksturm, les chars de la 16e Panzerdivision sont appelés pour aider à la contre-attaque. Dans la soirée du 19 avril, les chars et les canons d'assaut allemands pénètrent rapidement les lignes de soldats soviétiques épuisés, détruisent par des tirs à bout portant de nombreux chars soviétiques et reprennent le village d'Ořechov et la butte avec l'église. Le lendemain, 20 avril, les chars allemands de la 16e Panzerdivision attaquent en direction des chars de la division Feldherrnhalle et coupent et encerclent conjointement le saillant soviétique à Popůvky. Mais les Allemands ne disposent pas assez de force pour détruire complètement les Soviétiques encerclés. De plus, le commandant de la 16e Panzerdivision Dietrich von Müller est capturé par des partisans tchèques, ce qui affectera gravement sa coordination avec d'autres unités allemandes. Dans la nuit du 23 au 24 avril, le 7e corps mécanisé lance une nouvelle attaque et relève les unités encerclées, libérant le lendemain à nouveau Ořechov. La bataille d'Ořechov dura sept jours et fut la plus grande bataille de chars de l'histoire de la Moravie. L'Armée rouge a perdu 960 hommes et 35 véhicules blindés, les Allemands ont perdu environ 275 à 300 hommes et environ 30 véhicules blindés, le village d'Ořechov dénombre 23 victimes et 80 % des maisons sont détruites,,,.

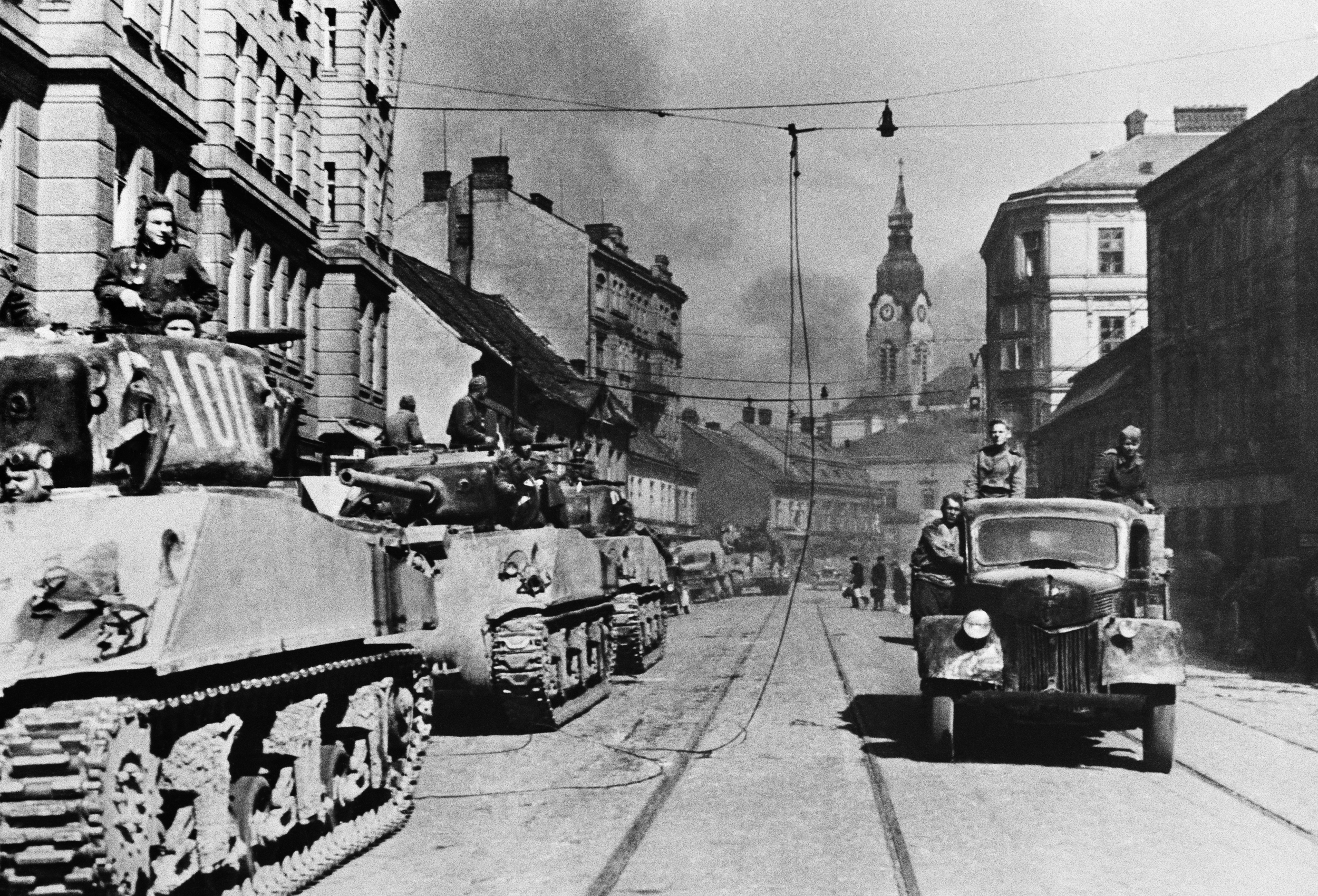
Char moyen M4 Sherman construit par les Américains soviétiques à Brno, avril 1945.

### Libération de Brno
Le nouvel assaut soviétique est soutenu par la 6e armée de chars de la Garde qui vient d'arriver à l'arrière de la 53e armée après la chute de Vienne. Tandis que le 1er groupe de cavalerie mécanisée de la Garde renouvelle son attaque sur Brno, la 53e armée lance l'attaque à l'est de Brno, avançant vers Šlapanice et Slavkov. L'avancée de l'armée franchit les lignes allemandes et la 6e armée de chars de la Garde avance à travers la brèche dans la soirée du 23 avril. Dans la soirée du 25 avril, les chars de l'armée atteignent la périphérie de Brno par l'est, tandis que le groupe de cavalerie mécanisée atteint Brno par le sud. Le lendemain matin, le centre-ville est libéré, s'ensuit à midi le château de Špilberk, qui servait jusque-là de prison de la Gestapo de Brno.
Brno est libérée le 26 avril 1945, mais certains de ses districts du nord restent aux mains des Allemands jusqu'au 5 mai. Dans les jours qui suivent sa libération, les armées du second front ukrainien sécurisent la ligne de front ouest et s'étendent vers le nord pour rencontrer les forces du quatrième front ukrainien et ainsi déborder la 1re Panzerarmee allemande. Cependant, après le déclenchement du soulèvement de Prague, la Stavka modifie les ordres et le second front ukrainien rejoint l'offensive de Prague. Pendant ce temps, les 1re et 4e armées roumaines avancent le long de la rivière Morava et, avant la fin de la guerre, libèrent les villes d'Otrokovice, Kroměříž et Prostějov.

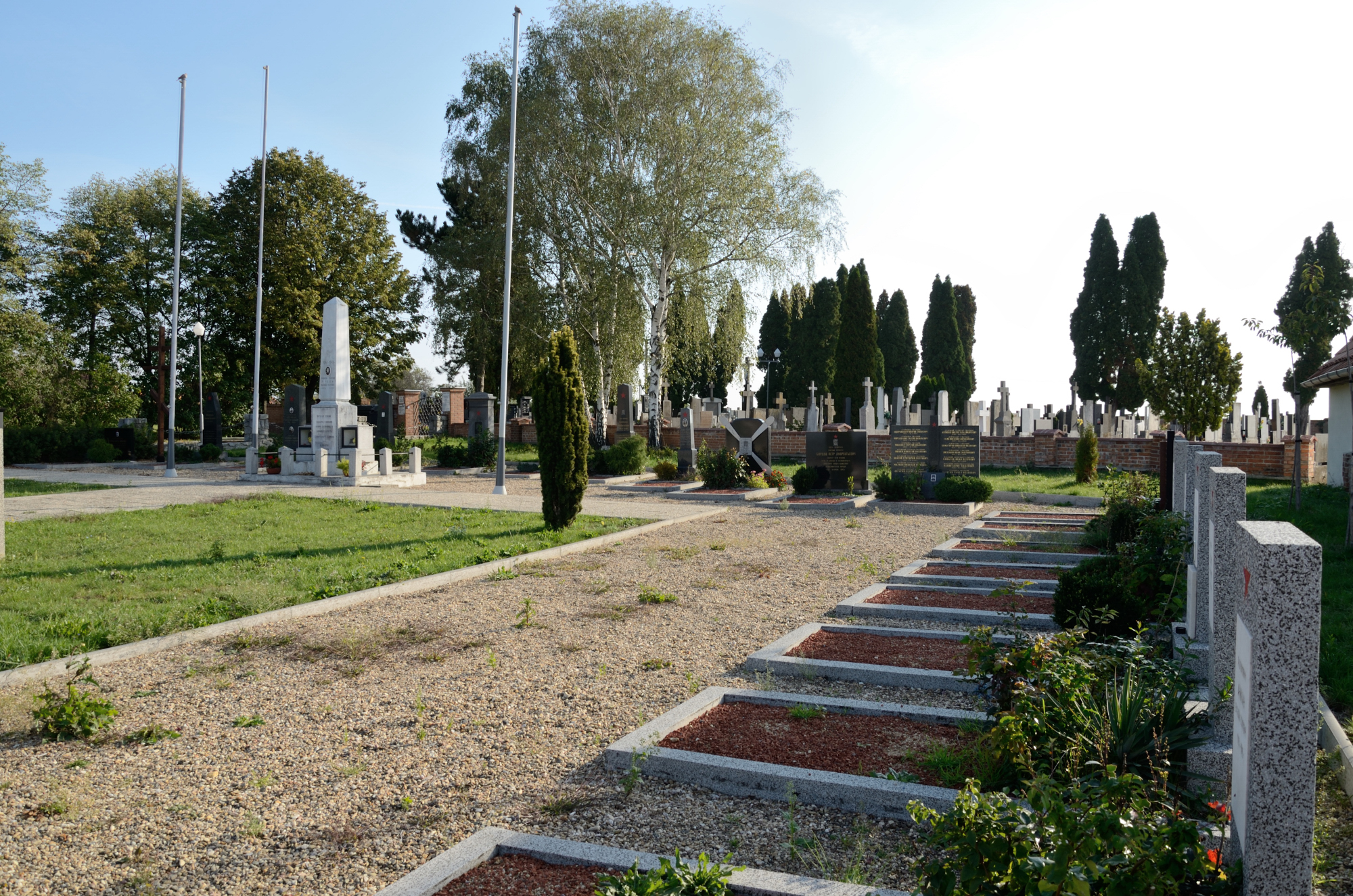
Le cimetière de l'Armée rouge à Ořechov, où reposent 1 452 soldats soviétiques.

## Conséquences
Au cours de l'offensive, les forces soviétiques subissent près de 17 000 morts. Des sources soviétiques rapportent avoir détruit neuf divisions allemandes. L'offensive aurait créé les conditions pour l'offensive de Prague car elle aurait permis le débordement par le sud du groupe d'armées Centre.
Au sein de la 53e armée soviétique était également rattachée une compagnie spéciale tchécoslovaque. Son seul objectif était de capturer et de sécuriser les bâtiments de Brno pour les besoins du gouvernement tchécoslovaque. Cependant, en raison de la fin rapide de la guerre, le gouvernement avait déménagé directement de Bratislava à Prague le 10 mai. Le président Edvard Beneš passa près d'une semaine à Brno libérée avant de rejoindre le gouvernement de Prague,.